# Itō Noe

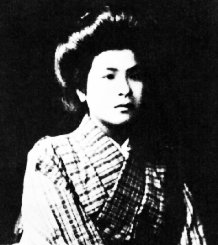
Itō Noe

Itō Noe (japanisch 伊藤 野枝; * 21. Januar 1895 in Imajuku (heute zu Fukuoka), Itoshima, Fukuoka; † 16. September 1923 in Tokio) war eine japanische Feministin und Anarchistin der Taishō-Zeit. Ab 1916 war sie die zweite Frau des Anarcho-Syndikalisten Ōsugi Sakae. Zusammen mit ihm und einem Neffen wurde sie 1923 von Polizisten ermordet. Die Bluttat ist als Amakasu-Zwischenfall bekannt.

## Biographie
Itō Noe stammte aus einer armen Familie. Sie war die älteste Tochter des Ziegelbrenners Ito Yokichi. Nach Abschluss der staatlichen Grundschule arbeitete sie 1909 ein Jahr für die Post.
Es gelang ihr im April 1910 in Tokio in die Ueno jogakkō (Mädchenschule Ueno) aufgenommen zu werden. Noch während ihrer Schulzeit wurde sie unter der Regie ihres Onkels mit einem Mann namens Fukutaro verheiratet, mit dem sie hoffte nach Amerika zu gehen. Sie trennten sich jedoch bald wieder, auch da Fukutaro ihre weitergehenden Bildungsabsichten, die Teil der Heiratsvereinbarungen gewesen waren, nicht unterstützte. Unmittelbar nach ihrem Abschluss 1912 wurde sie die Geliebte eines ihrer Lehrer, Tsuji Jun. Beim Bekanntwerden dieser Affäre wurde er sofort entlassen. Das Paar heiratete offiziell im Juli 1915.
Noe hatte mit Jun zwei Söhne, Makoto (* 20. Jan. 1914) und Ryūji (* 10. Aug. 1915).
Im November 1912 begann sie beim 10 Monate vorher gegründeten Magazins Seitō mitzuarbeiten. Itō schrieb sozialkritische Beiträge und Kurzgeschichten. Zwei Jahre später wurde sie Herausgeberin und Chefredakteurin. Sie leitete die Verwaltung und die mit dem Magazin verbundenen Studiengruppen. Ab Januar 1915 war sie praktisch die Gesamtverantwortliche. Die Gründungsherausgeberin und Eigentümerin des Seitō – Hiratsuka Raichō – plante eine Trennung finanzieller von redaktionellen Aspekten des Magazins. Itō behauptete keine bestimmte Linie innerhalb des Magazins vorzugeben, tatsächlich wurden ihr Name und ihre anarchistischen Ansichten synonym mit dem Magazin.
Ōsugi war der Kreis um das Seitō und deren feministische Ansichten bekannt, die mit seinen eigenen zur Befreiung des Menschen übereinstimmten. Erstmals dürften sich die beiden auf einem Treffen der Seitō-sha kōen kai im Februar 1913 gesehen haben. Ōsugi rezensierte in seinem Kindai shisō (Sept. 1913) eine von Itō gefertigte Übersetzung eines Artikels von Emma Goldman sehr positiv.
Itō, die anscheinend von Jugend an non-konformistisch war, folgte einem unabhängigen Lebensstil. Offiziell einander vorgestellt wurden die beiden durch Watanabe Masatarō anlässlich eines Besuchs Sakae's im Hause der Tsuji-Itō im September 1914. Ōsugi war von ihrem Elan angetan, sie schätzte seine Anerkennung, die sie von ihrem Mann nicht erhielt. Zu ihrem ersten Kind Makoto, dass bei den Großeltern väterlicherseits aufwuchs, hatte sie eine geringe Bindung, im Gegensatz zu Ryūji, den sie umsorgte.
Von Dezember 1915 bis November 1916 praktizierte Ōsugi Sakae seine Art von „freier Liebe“, die auf gegenseitiger Nicht-Interferenz und ökonomischer Unabhängigkeit aller Beteiligten basierte und die er bereits in Artikeln 1906 (Dōbutsu no ren'ai) und 1913 (Shuchi to teisō) dargelegt hatte, als er neben seiner Frau noch offene Affären mit der feministischen Journalistin Kamichika Ichiko – Mitglied der radikalen Seitō-sha – und gleichzeitig mit Noe wohl ab Februar, spätestens seit Mai 1916 unterhielt. Sie trennte sich im April von Tsuji und zog in eine Wohnung in Onjuku (御宿町), Chiba.
Nach dem Bekanntwerden ihrer Beziehung mit Ōsugi Sakae und dem damit verbundenen „Skandal“ innerhalb linker Kreise führte ihre beschädigte Reputation dazu, dass sich kein Nachfolger in der Redaktion des Seitō fand, das im Februar 1916 sein Erscheinen einstellte. Das theoretische Konzept der freien Liebe stimmte nicht mit der Praxis der Eifersucht überein, und Kamichika, die durch Kredite an ihn einen Großteil der Vierer-Beziehung finanziert – und sich offensichtlich nicht von kleinbürgerlichen Wertvorstellungen getrennt hatte – verwundete Ōsugi an der Luftröhre mit einem Messer. Die Massenmedien, die bereits Anfang 1916 in Beiträgen in Asahi Shimbun und Yomiuri Shimbun sowie Yorozu Chōhō die „anarchistische Unmoral“ gegeißelt hatten, nutzten den Vorfall, um die anarchistische Bewegung und insbesondere die involvierten Personen wegen ihrer Unmoral anzugreifen. Dies führte in der anarchistischen Gruppe von Itō und Ōsugi zu Problemen, viele Genossen wandten sich ab.
Sakae und Noe, die unter dauernder polizeilicher Beobachtung standen, lebten ab nun in häufig wechselnden Wohnungen zusammen. Ideologisch ordnete sie sich Ōsugi Sakae vollkommen unter. Im September 1917 wurde die gemeinsame Tochter Mako geboren.
Noe war 1921 Mitgründerin der sozialistischen Frauengruppe Sekirankai.
Am 15. September 1923, als infolge des Erdbebens noch Chaos herrschte, besuchten Sakae und Noe seine jüngere Schwester Tachibana Azume und kehrten mit deren 6-jährigem Sohn Munekazu in ihre Wohnung im Tokioter Ortsteil Kameido zurück. Am folgenden Tag wurden sie von einem Trupp Militärpolizei unter Leitung von Hauptmann Amakasu verhaftet und ermordet. Ihre in Strohmatten gewickelten Leichen wurden am 20. in einem Brunnenschacht gefunden. Ein Obduktionsbericht stellte fest, dass alle erdrosselt worden waren, die Erwachsenen nach massiven Misshandlungen.

## Film
Yoshishige Yoshida drehte Eros + Gyakusatsu (deutsch: „Eros und Massaker“) 1969 über Sakae Ōsugi, in dem Itō als zentrale Figur erscheint.